# Liste von Söhnen und Töchtern der Stadt Dornbirn
Dies ist eine Liste bekannter Persönlichkeiten, die in der Stadt Dornbirn im österreichischen Bundesland Vorarlberg geboren wurden.

## 15.–18. Jahrhundert
- Ulrich Fabri (≈1494–1544), Humanist, Dichter und Arzt
- Thomas Rhomberg (≈1572/74 o. n. 1580 – 1647), Landammann in Dornbirn und Hauptmann
- Johann Evangelist Feyrstein (1735–1779), Orgelbauer
- Karl Ulmer (1773–1846), Industrieller
- Joseph Anton Rhomberg (1786–1853), Maler, Zeichner und Grafiker
- Franz Martin Drexel (1792–1863), österreichisch/US-amerikanischer Maler und Bankier

## 19. Jahrhundert

### 1801–1850
- David Fussenegger (1808–1874), Textilunternehmer und Politiker
- Benedikt Martignoni (1810–1888), Arzt und Politiker, Landtagsabgeordneter und Landeshauptmannstellvertreter
- Josef Anton Oelz (1812–1893), Arzt und Politiker, Reichsrats- und Landtagsabgeordneter
- Franz Martin Hämmerle (1815–1878), Textilunternehmer, Begründer von „F. M. Hämmerle“
- Albert Rhomberg (1819–1884), Textilunternehmer und Politiker, Reichsrats- und Landtagsabgeordneter
- Guntram Hämmerle (1821–1875), Jurist und Politiker, Landtagsabgeordneter
- Wilhelm Rhomberg (1825–1887), Textilunternehmer und Politiker, Bürgermeister von Dornbirn 1864–67, Landtagsabgeordneter und Landeshauptmannstellvertreter
- Johann Georg Waibel (1828–1908), Bürgermeister von Dornbirn 1869–1908, Reichsrats- und Landtagsabgeordneter
- Alfred Rüsch (1831–1892), Maschinenfabrikant und Unternehmer
- August Thurnher (1836–1908), Jurist und Politiker, Landtagsabgeordneter und Mitglied des Landesausschusses
- August Rhomberg (1838–1912), Buchhalter, Prokurist und Politiker, Reichsrats- und Landtagsabgeordneter
- Johannes Thurnher (1838–1909), Kaufmann, Weinhändler und Politiker, Reichsrats- und Landtagsabgeordneter
- Martin Thurnher (1844–1922), Lehrer und Politiker, Reichsrats- und Landtagsabgeordneter, Mitglied der provisorischen Nationalversammlung
- Julius Rhomberg (1845–1923), Zivilingenieur, Architekt und Baurat

### 1851–1900
- Adolf Rhomberg (1851–1921), Textilunternehmer und Landeshauptmann von Vorarlberg
- Karl Fußenegger (1858–1933), Politiker, Bürgermeister von Dornbirn 1908–10
- Theodor Hämmerle (1859–1930), Textilunternehmer und Mäzen
- Ignaz Rüsch (1861–1925), Maschinenfabrikant, Landtagsabgeordneter
- Franz Feierle (1861–1926), Rechtsanwalt und Politiker, Landtagsabgeordneter
- Engelbert Luger (1861–1926), Politiker (CSP), Bürgermeister von Dornbirn 1910–26 und Landtagsabgeordneter
- Julius Rhomberg (1869–1932), Seniorchef der Firmen Herrburger & Rhomberg, Vizepräsident des Verbandes der Industriellen Österreichs und Kommerzialrat
- Alfons Luger (1869–1945), Genre- und Landschaftsmaler
- Johannes Rick (1869–1946), römisch-katholischer Priester und Mykologe
- Karl Drexel (1872–1954), Politiker (CSP), Abgeordneter zum österreichischen Reichstag
- Martin Hämmerle (1874–1946), Textilunternehmer
- Karl Aubert Salzmann (1876–1934), Rechtsanwalt und Politiker, Landtagsabgeordneter von Oberösterreich, Bürgermeister von Wels, Mitglied des Bundesrates
- Anton Zumtobel (1876–1947), Jurist und Politiker, Landtagsabgeordneter (GDVP, NSDAP)
- Andreas Ulmer (1880–1953), Historiker, schrieb ein bedeutendes Buch über die Burgen und Edelsitze Vorarlbergs und Liechtensteins
- Josef Rüf (1882–1934), Politiker (CSP), Bürgermeister von Dornbirn 1926–1934 und Landtagsabgeordneter
- Julius Diem (1886–1952), Ingenieur und Politiker, Landtagsabgeordneter
- Josef Feurstein (1887–1973), Priester und Politiker, Landtagsabgeordneter
- Optat Winder (1889–1962), Volksmissionar und Schriftsteller
- Ernst Winsauer (1890–1962), Landeshauptmann von Vorarlberg
- Ludwig Kofler (1891–1951), Pharmakologe
- Josef Anton Fässler (1893–1970), Schlosser, Postbeamter und Politiker
- Eugen Lecher (1895–1980), Sparkassendirektor und Politiker, Landtagsabgeordneter
- Johann Bohle (1896–1970), Priester und Politiker, Landtagsabgeordneter
- Josef Dreher (1896–1963), Bürgermeister von Dornbirn 1940–1945 (NSDAP, SS)
- Hans Feßler (1896–1973), Architekt
- Lorenz Rhomberg (1896–1976), Unternehmer und NSDAP-Gauwirtschaftsberater
- Alwin Aßmann (1899–1984), Politiker (WdU, NSDAP), Abgeordneter zum österreichischen Nationalrat
- Eduard Ulmer (1899–1970), Politiker (Vaterländische Front, ÖVP), Landtagsabgeordneter, Landesrat und Landesstatthalter
- Josef Diem (1900–1962), Politiker (SPÖ), Landtagsabgeordneter
- Edmund Kalb (1900–1952), Maler
- Hermann Rhomberg (1900–1970), Unternehmer

## 20. Jahrhundert

### 1901–1925
- Meinrad Hämmerle (1901–1973), Fabrikarbeiter und Politiker (NSDAP/SPÖ), Landtagsabgeordneter
- Emanuel Thurnher (1902 – n. 1952), Architekt
- Paul Waibel (1902–1994), Politiker (NSDAP, SS) und Rechtsanwalt, Bürgermeister von Dornbirn 1938–1940
- Armin Diem (1903–1951), Mundartdichter
- Hubert Rüsch (1903–1979), Bauingenieur
- Rudolf Hämmerle (1904–1984), Textilindustrieller, Politiker (NSDAP, SS, ÖVP), Abgeordneter zum österreichischen Nationalrat
- Ulrich Ilg (1905–1986), Politiker (ÖVP), Landeshauptmann von Vorarlberg
- Johann Kaufmann (1906–1974), Schriftsetzer und Politiker, Mitglied des Salzburger Ständischen Landtags
- Walter Zumtobel (1907–1990), Ingenieur und Unternehmer
- Hugo Kleinbrod (1910–1970), Priester und Gründer des Vorarlberger Kinderdorfs
- Friedrich Nickel (1910–1985), Textilzeichner, Illustrator und Comiczeichner
- Albert Danner (1913–1991), Konditormeister und Politiker (FPÖ), Landtagsabgeordneter
- Karl Ilg (1913–2000), Volkskundler
- Herbert Stohs (1913–1997), Politiker (FPÖ), Abgeordneter im österreichischen Nationalrat
- Franz Grubhofer (1914–1970), Politiker (ÖVP), Nationalratsabgeordneter und Staatssekretär
- Werner Hinterauer (1917–2013), Jurist und Höchstrichter am VwGH und VfGH
- Herta-Maria Witzemann (1918–1999), Innenarchitektin
- Inge Drexel (1919–2014), Schauspielerin
- Werner Kresser (1919–2008), Hydrologe
- Gerold Ratz (1919–2006), Politiker (ÖVP), Landesstatthalter von Vorarlberg
- Karl Bohle (1920–1987), Politiker (ÖVP), Bürgermeister von Dornbirn 1965–1983
- Rudolf Rhomberg (1920–1968), Schauspieler
- Artur Doppelmayr (1922–2017), Unternehmer und Seilbahnpionier
- Lore Rhomberg (1923–2016), Künstlerin
- Hans Gruber (1924–2000), Unternehmer, Journalist und Mundartautor
- Oswin Martinek (1924–1997), Rechtswissenschaftler

### 1926–1950
- Wolfgang Blenk (1926–1996), Politiker (ÖVP), Abgeordneter zum österreichischen Nationalrat
- Margret Dünser (1926–1980), Journalistin
- Franz Josef Huber (* 1926), Elektrotechniker, Erfinder, Burgenforscher, Autor
- Edwin Oberhauser (1926–2019), Denkmalschützer
- Heinz Feierle (1927–2018), Politiker (ÖVP), Landtagsabgeordneter
- Elmar Rümmele (1927–2008), Politiker (ÖVP), Landtagsabgeordneter und Landesrat
- Sepp Moosmann (1928–2017), Künstler und Schriftsteller
- Walter Salzmann (1930–2008), Bildhauer und Keramiker
- Fritz Mayer (1933–1988), Politiker (SPÖ), Abgeordneter zum Vorarlberger Landtag
- August Paterno (1935–2007), römisch-katholischer Fernsehpfarrer
- Günter Vetter (1936–2022), Politiker (ÖVP), Landesrat in der Vorarlberger Landesregierung
- Eugen Gabriel (* 1937), Sprachwissenschaftler, Dialektologe und Namenforscher
- Karl-Werner Rüsch (1937–2024), Bauingenieur und Politiker
- Wolfgang Nußbaumer (* 1937), Politiker (FPÖ), Abgeordneter zum österreichischen Nationalrat, Mitglied des europäischen Parlaments
- Ludwig Nosko (1938–1992), Politiker (FPÖ), Landtagsabgeordneter
- Armin Pramstaller (1938–2002), Künstler
- Arnulf Stefenelli (1938–2002), Romanist und Sprachwissenschaftler
- Gerald Nosko (* 1939), Politiker (ÖVP), Landtagsabgeordneter
- Rudolf Sohm (* 1939), Politiker (ÖVP), Bürgermeister von Dornbirn 1984–1999
- Friedrich Rafreider (1942–2007), Fußballnationalspieler
- Traudl Herrhausen (* 1943), deutsche Politikerin (CDU), Abgeordnete des Hessischen Landtags
- Dolf Bissinger (* 1944), Architekt und Maler
- Gerhard Heufler (1944–2013), Industriedesigner und Studiengangsleiter
- Armin Pinggera (* 1944), südtiroler Politiker (SVP)
- Wolfgang Rümmele (1946–2019), Politiker (ÖVP), Bürgermeister von Dornbirn 1999–2013
- Ulrich Gabriel (* 1947), Künstler
- Reinold Geiger (* 1947), Kosmetik-Unternehmer
- Heliane Canepa (* 1948), Schweizer Managerin
- Karl Cordin (* 1948), Skirennläufer
- Hans Hammerer (* 1948), Unternehmer, Musiker und Autor
- Paul Rachbauer (1948–2014), Ethnologe und Soziologe
- Manfred Rein (1948–2016), Wirtschaftskammerpräsident, Landesrat in der Vorarlberger Landesregierung
- Hubert Österle (* 1949), Professor an der Universität St. Gallen

### 1951–1960
- Otto Neumaier (* 1951), Philosoph
- Sigrid Eberle (* 1952), Skirennläuferin
- Wolfgang Flatz (* 1952), Aktionskünstler, Bühnenbildner, Musiker und Komponist
- Elfi Graf (* 1952), Schlagersängerin
- Elisabeth Neier (* 1953), Ärztin
- Eva Maria Waibel (* 1953), Hochschullehrerin und Politikerin (ÖVP), Landesrätin in der Vorarlberger Landesregierung
- Silvio Raos (* 1954), Grafiker und Karikaturist
- Günter Alster (* 1955), Skirennläufer
- Angelika Fußenegger (* 1955), Unternehmensberaterin und Politikerin (SPÖ), Landtagsabgeordnete
- Thomas Albrich (* 1956), Historiker
- Johann Nikolussi (* 1956), Schauspieler
- Wolfgang Ritsch (* 1956), Architekt
- Karl Stoss (* 1956), Casinos Austria Generaldirektor und ÖOC-Präsident
- Hans-Jörg Vogl (* 1956), Rechtsanwalt
- Reinhard Eugen Bösch (* 1957), Historiker und Politiker (FPÖ), Abgeordneter zum österreichischen Nationalrat
- Ingrid Eberle (* 1957), Skirennläuferin
- Markus Hofer (* 1957), Theologe und Autor
- Andi Schreiber (* 1957), Jazzmusiker
- Klaudia Thalhammer-Koch (* 1958), Eiskunstläuferin, Frauenrechtsaktivistin und Unternehmerin
- Gebhard Aberer (* 1959), Skispringer
- Eva Cavalli (* 1959), Modedesignerin und Schönheitskönigin
- Markus Linder (* 1959), Kabarettist
- Gernot Grabher (* 1960), Wirtschaftsgeograph
- Peter Melichar (* 1960), Historiker
- Doris Sottopietra (1960–2006), Historikerin und Politikwissenschaftlerin

### 1961–1970
- Adi Gross (* 1961), Politiker (GRÜNE), Landtagsabgeordneter
- Hans-Peter Ludescher (* 1961), Landespolizeidirektor von Vorarlberg
- Tobias G. Natter (* 1961), Kunsthistoriker
- Helga Kohler-Spiegel (* 1962), Theologin
- Richard Wilhelm (* 1962), Politiker (SPÖ), Mitglied des Bundesrates
- Arno Böhler (* 1963), Philosoph
- George Nussbaumer (* 1963), Musiker
- Michael Amann (* 1964), Komponist
- Arno Gisinger (* 1964), Fotograf
- Hanno Settele (* 1964), Radio- und Fernsehjournalist
- Wolfgang Weber (* 1964), Historiker
- Wolfgang Bleier (* 1965), Autor und Buchhändler
- Alexander Meschnig (* 1965), Politikwissenschaftler und Publizist
- Gerhard Jäger (1966–2018), Journalist und Schriftsteller
- Josef Moosbrugger (* 1966), Politiker (ÖVP), Landwirtschaftskammerpräsident
- Martin Natter (* 1966), Betriebswirt, Professor für Marketing
- Herbert Walser (* 1967), Musiker
- Lena Reichmuth (* 1968), Schauspielerin
- Natalie Uher (* 1968), Entwicklungshelferin, Fotomodell, Playmate und Schauspielerin
- Andrea Kaufmann (* 1969), Politikerin (ÖVP), Bürgermeisterin von Dornbirn
- Irmgard Kramer (* 1969), Kinder- und Jugendbuchautorin
- Indra Collini (* 1970), Politikerin (NEOS), Abgeordnete zum niederösterreichischen Landtag
- Martin E. Greil (* 1970), Künstler und Schriftsteller
- Gert Wiesenegger (* 1970), Politiker (ÖVP), Landtagsabgeordneter

### 1971–1980
- Angelika Birck (1971–2004), Psychologin
- Thomas Gangl (* 1971), Fußballschiedsrichter
- Dieter Grabner (* 1972), Sportschütze
- Gerald Loacker (* 1973), Politiker (NEOS), Abgeordneter zum österreichischen Nationalrat
- Robert Schörgenhofer (* 1973), Fußballschiedsrichter
- Garry Thür (* 1973), Politiker (NEOS), Landtagsabgeordneter
- Markus Abwerzger (* 1975), Politiker (FPÖ), Abgeordneter zum Tiroler Landtag
- Christoph Winder (* 1975), Politiker (ÖVP), Landtagsabgeordneter
- Iris Murray (1978–2022), Springreiterin
- Markus Fäßler (* 1980), Politiker (SPÖ)
- Michael Waibel (* 1980), Rechtswissenschaftler und Universitätsprofessor

### 1981–1990
- Martin Eberle (* 1981), Jazz- und Improvisationsmusiker
- Sabine Reiner (* 1981), Langstreckenläuferin, Marathon-Staatsmeisterin (2011)
- Patrick Bechter (* 1982), Skifahrer
- Nicole Feurstein-Hosp (* 1982), Politikerin (FPÖ), Landtagsabgeordnete
- Yvonne Meusburger-Garamszegi (* 1983), Tennisspielerin
- Sandro Burgstaller (* 1984), Bobsportler und Nordischer Kombinierer
- Michael Gmeiner (* 1985), Skirennläufer
- Julian Fässler (* 1986), Politiker (ÖVP), Landtagsabgeordneter
- Martin Fischer (* 1986), Tennisspieler
- Caroline Weber (* 1986), rhythmische Gymnastin
- Julian Sark (* 1987), Schauspieler
- Eva Beiter-Schwärzler (* 1988), Eishockeyspielerin
- Bernhard Graf (* 1988), Skirennläufer
- Eva Pinkelnig (* 1988), Skispringerin
- Martin Ulmer (* 1988), Eishockeyspieler
- Philipp Fussenegger (* 1989), Regisseur, Drehbuchautor, Produzent und Fotograf
- Raphael Herburger (* 1989), Eishockeyspieler
- Franco Joppi (* 1989), Fußballspieler
- Deniz Mujić (* 1990), Fußballspieler
- Tamira Paszek (* 1990), Tennisspielerin
- Patrick Spannring (* 1990), Eishockeyspieler
- Stefan Ulmer (* 1990), Eishockeyspieler

### 1991–2000
- Barbara Neßler (* 1991), Politikerin (Die Grünen)
- Martin Bader (* 1992), Triathlet
- Katharina Rhomberg (* 1992), Springreiterin
- Bernhard Fechtig (* 1993), Eishockeyspieler
- Daniel Krenn (* 1993), Fußballspieler
- Patrick Obrist (* 1993), Eishockeyspieler
- Christian Zoll (* 1993), Politiker (ÖVP), ehemaliger Vorsitzender der Bundesjugendvertretung
- Johannes Bischofberger (* 1994), Eishockeyspieler
- Matthias Troy (* 1995), Skispringer
- Julia Grabher (* 1996), Tennisspielerin
- Mathias Graf (* 1996), Skirennläufer und Freestyle-Skier
- Maya Rinderer (* 1996), Autorin und Lyrikerin
- Bünyamin Uyanik (* 1996), Fußballspieler
- Dominic Zwerger (* 1996), Eishockeyspieler
- Fabian Gmeiner (* 1997), Fußballspieler
- Felix Gurschler (* 1998), Fußballspieler
- Anes Omerovic (* 1998), Fußballspieler
- Florian Prirsch (* 1998), Fußballspieler
- Julius Forer (* 2000), Freestyle-Skier
- Dragan Marceta (* 2000), Fußballspieler

## 21. Jahrhundert
- Amir Abdijanovic (* 2001), Fußballspieler
- Niklas Bachlinger (* 2001), Skispringer
- Emily Meyer (* 2001), Tennisspielerin
- Benjamin Böckle (* 2002), Fußballspieler
- Carina Brunold (* 2002), Fußballspielerin
- Leo Mätzler (* 2002), Fußballspieler
- Federico Crescenti (* 2004), Fußballspieler
- Emre Yabantas (* 2004), Fußballspieler
- Paul Wanner (* 2005), Fußballspieler
- Tristan Schoppitsch (* 2006), Fußballspieler